# اللائحة (مسلسل)

لقطة رقم 2 لميليسا روكسبيرج في مؤتمر سان دييغو كوميك كون 2018.

اللائحة هو مسلسل درامي تلفزيوني أميركي، أنشأه جيف رايك، عرض لأول مرة في 24 سبتمبر 2018 على قناة NBC. تدور أحداث المسلسل حول ركاب طائرة يعودون فجأة إلى الظهور بعد أن تم افتراض موتهم لمدة خمس سنوات. من بطولة ميليسا روكسبور وجوش دالاس وأثينا كاركاناس وجيه آر راميري وبارفين كور ولونا بليسي.
يتحدث الفيلم عن طائرة تختفي لخمسة اعوام و نصف وما يحصل بعد عودتهم وكيف تتغير حياتهم تدريجيا.

## وصلات خارجية
- اللائحة على موقع IMDb (الإنجليزية)
- اللائحة على موقع ميتاكريتيك (الإنجليزية)
- اللائحة على موقع روتن توميتوز (الإنجليزية)
- اللائحة على موقع نتفليكس (الإنجليزية)
- اللائحة على موقع فيلمافينيتي (الإسبانية)
- اللائحة على موقع كينوبويسك (الروسية)
- اللائحة على موقع ألو سيني (الفرنسية)
- اللائحة على موقع قاعدة بيانات الفيلم (الإنجليزية)